# Dan Schomron

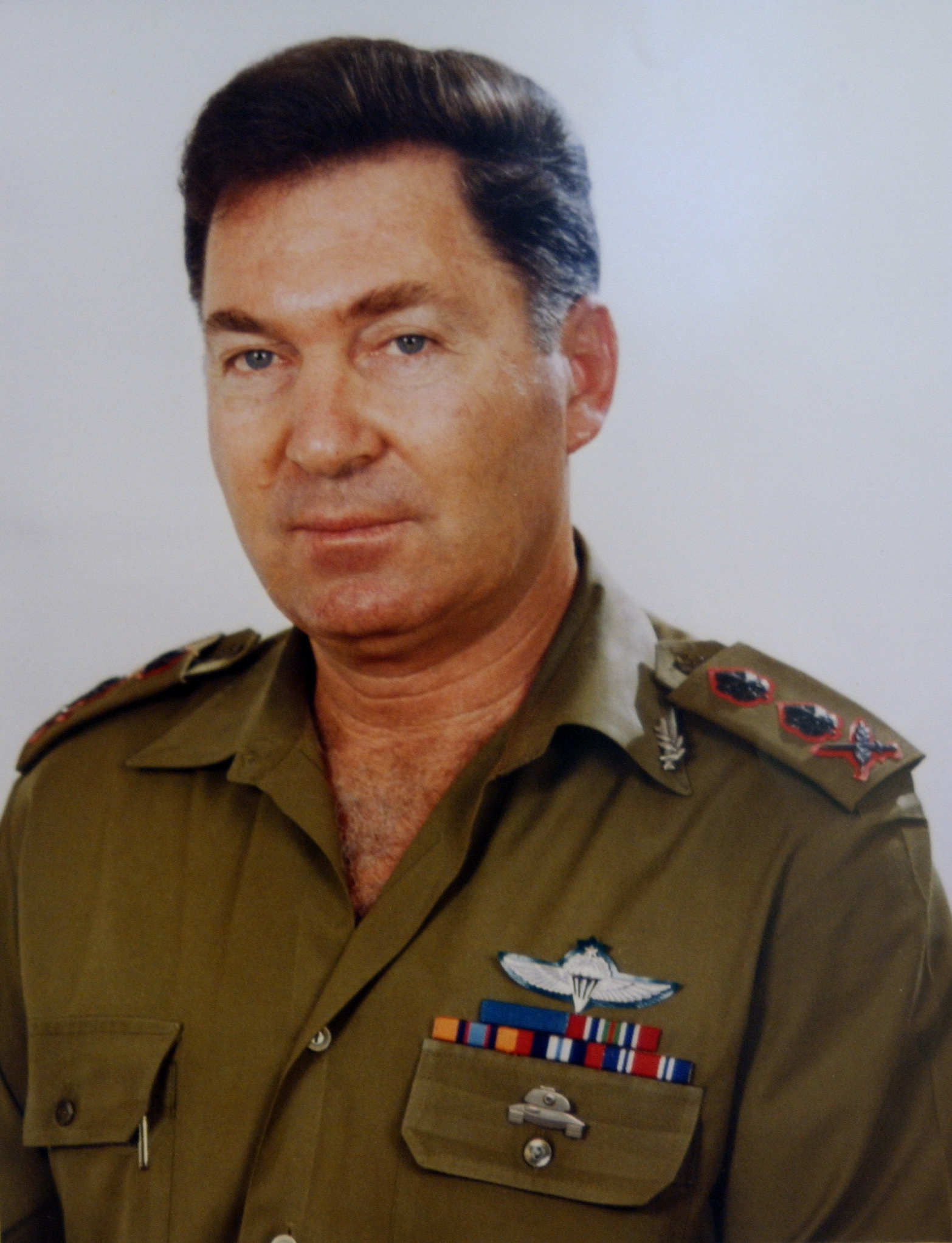
Dan Shomron, 2004

Dan Schomron (* 5. August 1937 in Kibbuz Aschdot Ja’akov; † 26. Februar 2008 in Ra’anana) war von 1987 bis 1991 der 13. Generalstabschef der Israelischen Verteidigungsstreitkräfte.

## Leben
1956 wurde Dan Schomron in die Armee eingezogen, während der Sinai-Kampagne diente er in der Israelischen Fallschirmjäger-Brigade. Während des Sechstagekrieges kommandierte er eine Aufklärungseinheit an der ägyptischen Front und war der erste Fallschirmjäger, der den Suezkanal erreichte. Für diese Aktion wurde er mit der Medaille für hervorragenden Dienst ausgezeichnet. Nach dem Krieg wurde er ins Panzerkorps versetzt.
Im Jom-Kippur-Krieg kommandierte Schomron eine Panzerdivision, welche an der Belagerung der Ägyptischen Dritten Panzerdivision beteiligt war.
1974 erhielt er das Kommando über die israelische Infanterie und Fallschirmjäger. In dieser Funktion kommandierte er 1976 über die Operation Entebbe. Zwischen 1978 und 1981 war Schomron Chef des Südkommandos der IDF. Im Zuge des Camp-David-Abkommens mit Ägypten war er hier für die Auflösung israelischer Siedlungen und Städte auf der Sinai-Halbinsel verantwortlich. 1983 gründete er das Bodentruppenkommando der IDF (Infanterie, Panzer, Artillerie und Ingenieurs-Korps) und wurde sein erster Kommandeur.
1985 bis 1986 war er Stellvertretender Generalstabschef und mit 50 wurde er 1987 der 13. Generalstabschef der Israelischen Streitkräfte. In dieser Funktion äußerte er am 15. Januar 1988 in der Zeitung Jedi’ot Acharonot die irrige Meinung, dass die Erste Intifada (1987–1993) „in zwei bis drei Wochen“ vorbei sein würde. Er meinte aber, die Lösung könne in der Intifada keine militärische, sondern nur eine politische sein.
Politiker der radikalen Rechten, allen voran Ariel Scharon, kritisierten Shomron, weil er und Amram Mitzna ihrer Meinung nach während der Intifada nicht hart genug gegen die Palästinenser vorgegangen waren.
Als Generalstabschef war er bis 1991 tätig. In seiner Amtszeit wurde das Projekt an dem Kampfflugzeug Lavi eingestellt und der Erste Golfkrieg brach aus. Nach seiner Dienstzeit wurde er Vorsitzender des staatlichen Rüstungskonzerns Israel Military Industries. Während der Amtszeit von Ministerpräsident Benjamin Netanjahu war Schomron Mitglied des israelisch-palästinensischen Verhandlungsteams und war hier am Hebron-Abkommen beteiligt. 
2007 wurde er von der Knesset damit beauftragt, die Leistung des israelischen Generalstabes während des Zweiten Libanonkrieges zu untersuchen. Er schloss, dass der Krieg ziellos geführt worden war und dass die Tzahal ihr komplettes Management und ihre Leistung verbessern müsse.
Schomron starb am 26. Februar 2008. Er hinterlässt seine Frau und zwei Kinder.